# Мальмфрида Київська

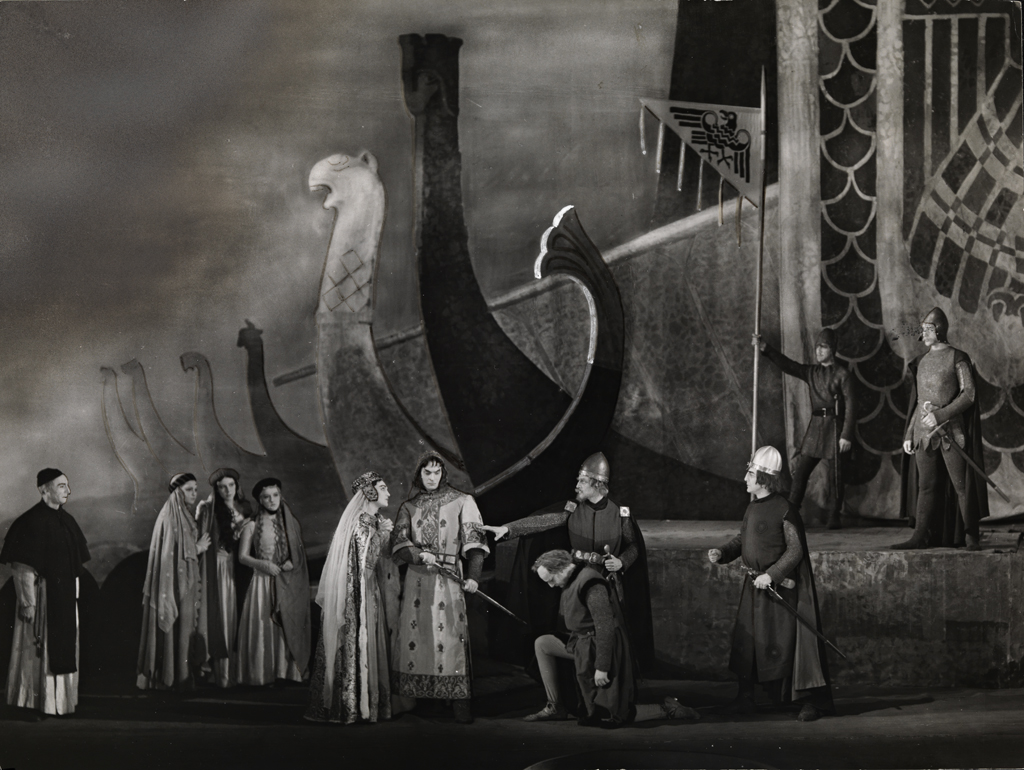
Сцена зі спектаклю 1932 р. — «Kongebrødrene» (Королі Брати), де Мальмфриду грає Герда Гріг (Gerd Grieg)

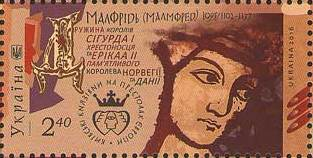
На марковому аркуші «Київські князівни на престолах Європи»

Мальмфрида Київська, або Малфріда Мстиславна — згідно з сагами («Круг Земний», «Гнила шкіра», «Сага про Кнютлінгів»), дочка Мстислава Великого (Мстислава-Гаральда Володимировича) (конунга Руси (Гардарик) на ім'я Харальд) і Христини Шведської). Вона була одружена з двома скандинавськими монархами — королями Норвегії і Данії.

## Шлюб з королем Норвегії
Перший шлюб (бл. 1111) з норвезьким королем Сігурдом I Хрестоносцем описується як нещасливий. У 1128 чоловік остаточно відкинув її (про розлучення згадує Сноррі) і став жити з якоюсь Цецилією. У Мальмфриди з Сигурдом була дочка Крістен, яка вийшла заміж за соратника Сігурда по хрестовому походу ярла Ерлінга Скакке і стала матір'ю короля Норвегії Магнуса V.
Мальмфрида влаштувала шлюб свого пасинка Магнуса, сина Сігурда від однієї з коханок, з дочкою своєї сестри Інгеборги Київської і данського принця Кнуда Лаварда Крістін Кнудсдоттер (пом. в 1178). Однак шлюб цей, згідно сагам, теж не був вдалим, Магнус не любив свою дружину.

## Шлюб з королем Данії
Коли в 1130 Сігурд помер від чуми і Магнус став новим королем, Мальмфрида поїхала в Данію до сестри. Там вона включилася в боротьбу чоловіка Інгеборги Кнуда Лаварда за престол з його дядьком Нільсом. У цій боротьбі їх підтримував Магнус. Однак у 1131 році Нільс вбив Кнуда, заманивши його в пастку.
У 1133 Мальмфрида вийшла заміж за зведеного брата Кнуда — Еріка. Незабаром їм довелося бігти від переслідування Нільса до Норвегії до Магнуса. Однак дружина Магнуса, її племінниця Крістін попередила їх про те, що той хоче зрадити їх і видати Нільса. Тоді Ерік і Мальмфрида знайшли захист у супротивника Магнуса в боротьбі за норвезький престол Гаральда Гіллі. Через це Магнус відіслав від себе Крістін.
У наступному році Ерік переміг Нільса і став королем Данії. Збереглася його грамота Лундського собору, в якому він називає дружину онукою шведського короля.
Ерік був непопулярним королем. У липні 1137 він був убитий на тінзі. Доля Мальмфриди після цього вбивства невідома.

## Пам'ять
Князівну зобразили 2016 року на марковому аркуші «Київські князівни на престолах Європи».